# Praia de Barra da Sucatinga
Jangadas e falésias na Barra de Sucatinga
Barra da Sucatinga é uma praia brasileira localizada no município de Beberibe no estado do Ceará. Está localizada cerca de 97 km de Fortaleza.
Devido seus cenários paradisíacos, nela já foram realizadas as filmagem da novela Tropicaliente, em 1994, e primeira edição do programa No Limite, em 2000,, ambos da Rede Globo.